# FC Barcelona in het seizoen 2018/19
Dit artikel geeft een overzicht van FC Barcelona in het seizoen 2018/19. In dit seizoen deed de Spaanse club mee aan de Supercopa, de Primera División, de Copa del Rey en de Champions League.

## Spelerskern 2018–2019
| Nr.           | Naam                  | Nationaliteit | Geboortedatum | Vorige club                          | Opgeleid bij FC Barcelona |
| ------------- | --------------------- | ------------- | ------------- | ------------------------------------ | ------------------------- |
| Keepers       |                       |               |               |                                      |                           |
| 1             | Marc-André ter Stegen | Duitsland     | 30-04-1992    | Bor. M'gladbach (2011–2014)          |                           |
| 13            | Jasper Cillessen      | Nederland     | 22-04-1989    | AFC Ajax (2011–2016)                 |                           |
| Verdedigers   |                       |               |               |                                      |                           |
| 2             | Nélson Semedo         | Portugal      | 16-11-1993    | Benfica (2013–2017)                  |                           |
| 3             | Gerard Piqué 3        | Spanje        | 02-02-1987    | Manchester Utd (2007–2008)           | cantera FC Barcelona      |
| 15            | Clément Lenglet       | Frankrijk     | 17-06-1995    | Sevilla FC (2017–2018)               |                           |
| 18            | Jordi Alba            | Spanje        | 21-03-1989    | Valencia CF (2007–2012)              | cantera FC Barcelona      |
| 23            | Samuel Umtiti         | Frankrijk     | 14-11-1993    | Olympique Lyon (2012–2016)           |                           |
| 24            | Thomas Vermaelen      | België        | 14-11-1985    | Arsenal (2009–2014)                  |                           |
| Middenvelders |                       |               |               |                                      |                           |
| 4             | Ivan Rakitić          | Kroatië       | 10-03-1988    | Sevilla FC (2011–2014)               |                           |
| 5             | Sergio Busquets 2     | Spanje        | 16-07-1988    | /                                    | cantera FC Barcelona      |
| 6             | Denis Suárez          | Spanje        | 06-01-1994    | Villarreal CF (2015–2016)            |                           |
| 7             | Philippe Coutinho     | Brazilië      | 12-06-1992    | Liverpool (2013–2017)                |                           |
| 8             | Arthur                | Brazilië      | 12-08-1996    | Grêmio (2015–2018)                   |                           |
| 12            | Rafinha               | Brazilië      | 12-02-1993    | /                                    | cantera FC Barcelona      |
| 16            | Sergi Samper          | Spanje        | 20-01-1995    | /                                    | cantera FC Barcelona      |
| 19            | Kevin-Prince Boateng  | Ghana         | 06-03-1987    | US Sassuolo (2018)                   |                           |
| 20            | Sergi Roberto 4       | Spanje        | 07-02-1992    | /                                    | cantera FC Barcelona      |
| 22            | Arturo Vidal          | Chili         | 22-05-1987    | FC Bayern München (2015–2018)        |                           |
| 26            | Carles Aleñá          | Spanje        | 05-01-1998    | /                                    | cantera FC Barcelona      |
| Aanvallers    |                       |               |               |                                      |                           |
| 9             | Luis Suárez           | Uruguay       | 24-01-1987    | Liverpool (2011–2014)                |                           |
| 10            | Lionel Messi          | Argentinië    | 24-06-1987    | /                                    | cantera FC Barcelona      |
| 11            | Ousmane Dembélé       | Frankrijk     | 15-05-1997    | Borussia Dortmund (2016–2017)        |                           |
| 14            | Malcom                | Brazilië      | 26-02-1997    | FC Girondins de Bordeaux (2016–2018) |                           |

 = Aanvoerder

### Technische staf
|                 |                         |               |
| Functie         | Naam                    | Nationaliteit |
| Coach           | Ernesto Valverde (foto) | Spanje        |
| Assistent-coach | Jon Aspiazu             | Spanje        |
| Assistent-coach | Joan Barbarà            | Spanje        |
| Fitnesscoach    | José Antonio Pozanco    | Spanje        |
| Fitnesscoach    | Edu Pons                | Spanje        |
| Fitnesscoach    | Antonio Gómez           | Spanje        |
| Keeperstrainer  | José Ramón de la Fuente | Spanje        |

## Resultaten
Een overzicht van de competities waaraan Barcelona in het seizoen 2018/19 deelnam.
| Primera División | Copa del Rey        | Supercopa | Champions League |
| ---------------- | ------------------- | --------- | ---------------- |
|                  |                     |           |                  |
| Kampioen         | Verliezend finalist | Winnaar   | Halve finale     |

## Transfers

### Zomer
| Naam             | Nationaliteit    | Van/naar              | Prijs             |
| ---------------- | ---------------- | --------------------- | ----------------- |
| Inkomend         |                  |                       |                   |
| Arthur Melo      | Brazilië         | Grêmio                | € 31.000.000      |
| Clément Lenglet  | Frankrijk        | Sevilla               | € 35.900.000      |
| Malcom           | Brazilië         | Girondins de Bordeaux | € 41.000.000      |
| Arturo Vidal     | Chili            | Bayern München        | € 18.000.000      |
| Marlon           | Brazilië         | Nice                  | Einde van verhuur |
| Douglas          | Brazilië         | Benfica               | Einde van verhuur |
| Rafinha          | Brazilië         | Inter Milan           | Einde van verhuur |
| Munir El Haddadi | Spanje           | Deportivo Alavés      | Einde van verhuur |
| Gerard Deulofeu  | Spanje           | Watford               | Einde van verhuur |
| TOTAAL UITGAVEN: | TOTAAL UITGAVEN: | TOTAAL UITGAVEN:      | € 105.900.000     |
| Uitgaand         |                  |                       |                   |
| Gerard Deulofeu  | Spanje           | Everton               | € 13.000.000      |
| Lucas Digne      | Frankrijk        | Everton               | € 20.200.000      |
| Aleix Vidal      | Spanje           | Sevilla               | € 8.500.000       |
| Yerry Mina       | Colombia         | Everton               | € 30.250.000      |
| Marlon           | Brazilië         | Sassuolo              | € 6.000.000       |
| Andrés Iniesta   | Spanje           | Vissel Kobe           | Einde contract    |
| Paulinho         | Brazilië         | Guangzhou Evergrande  | Huur              |
| Douglas          | Brazilië         | Sivasspor             | Huur              |
| Adrián Ortolá    | Spanje           | Deportivo La Coruña   | Huur              |
| André Gomes      | Portugal         | Everton               | Huur              |
| Paco Alcácer     | Spanje           | Borussia Dortmund     | Huur              |
| TOTAAL INKOMEN:  | TOTAAL INKOMEN:  | TOTAAL INKOMEN:       | € 77.950.000      |

### Winter
| Naam                 | Nationaliteit    | Van/naar             | Prijs         |
| -------------------- | ---------------- | -------------------- | ------------- |
| Inkomend             |                  |                      |               |
| Jean-Clair Tobido    | Frankrijk        | Toulouse             | € 1.000.000   |
| Jeison Murillo       | Colombia         | Valencia             | Huur          |
| Kevin-Prince Boateng | Ghana            | Sassuolo             | Huur          |
| Paulinho             | Brazilië         | Guangzhou Evergrande | Einde verhuur |
| TOTAAL UITGAVEN:     | TOTAAL UITGAVEN: | TOTAAL UITGAVEN:     | € 1.000.000   |
| Uitgaand             |                  |                      |               |
| Paulinho             | Brazilië         | Guangzhou Evergrande | € 42.000.000  |
| Munir El Haddadi     | Spanje           | Sevilla              | € 1.050.000   |
| Sergi Samper         | Spanje           | Vissel Kobe          | Transfervrij  |
| Denis Suárez         | Spanje           | Arsenal              | Verhuur       |
| TOTAAL INKOMEN:      | TOTAAL INKOMEN:  | TOTAAL INKOMEN:      | € 43.050.000  |

## Uitrustingen
Shirtsponsor(s): Rakuten / Beko

Sportmerk: Nike
| Thuis | Uit | Alternatief |

## Supercopa
| Wedstrijddetails                               | Thuisploeg | Uitslag     | Uitploeg              | Opstelling | Kaarten                                   |
| ---------------------------------------------- | ---------- | ----------- | --------------------- | --- | ----------------------------------------- |
| Supercopa                                      |            |             |                       | |                                           |
| 12 augustus 2018 22:00 Stade Ibn Batouta Tiger | Sevilla    | 1-2         | FC Barcelona          | Ter Stegen Semedo, Piqué, Lenglet, Alba Rafinha (46' Rakitić), Busquets, Arthur (53' Coutinho) Messi, L. Suárez, Dembélé (86' A. Vidal) | 16' Busquets 90' Ter Stegen 90+2' Lenglet |
| 12 augustus 2018 22:00 Stade Ibn Batouta Tiger | 9' Sarabia | 1-0 1-1 2-1 | 42' Piqué 78' Dembélé | Ter Stegen Semedo, Piqué, Lenglet, Alba Rafinha (46' Rakitić), Busquets, Arthur (53' Coutinho) Messi, L. Suárez, Dembélé (86' A. Vidal) | 16' Busquets 90' Ter Stegen 90+2' Lenglet |

## Primera División

### Wedstrijden
| Wedstrijddetails                                                   | Thuisploeg                                                                                                 | Uitslag                                 | Uitploeg                                              | Opstelling | Kaarten                                                                          |
| ------------------------------------------------------------------ | --- | --------------------------------------- | ----------------------------------------------------- | --- | -------------------------------------------------------------------------------- |
| Heenronde                                                          | |                                         |                                                       | |                                                                                  |
| 18 augustus 2018 22:15 Camp Nou Barcelona                          | FC Barcelona                                                                                               | 3–0                                     | Deportivo Alavés                                      | Ter Stegen Roberto (46' Coutinho), Piqué, Umtiti, Alba (87' Digne) Roberto, Busquets (85' Vidal), Rakitić, Dembélé (77' Arthur) L. Suárez (82' D. Suárez), Messi (72' Vidal) |                                                                                  |
| 18 augustus 2018 22:15 Camp Nou Barcelona                          | 64' Messi 83' Coutinho 90+2' Messi                                                                         | 1–0 2–0 3–0                             |                                                       | Ter Stegen Roberto (46' Coutinho), Piqué, Umtiti, Alba (87' Digne) Roberto, Busquets (85' Vidal), Rakitić, Dembélé (77' Arthur) L. Suárez (82' D. Suárez), Messi (72' Vidal) |                                                                                  |
| 25 augustus 2018 22:15 Estadio Nuevo José Zorrilla Valladolid      | Real Valladolid                                                                                            | 0–1                                     | FC Barcelona                                          | Ter Stegen Roberto, Piqué, Umtiti, Alba Rakitić, Busquets, Coutinho (84' Malcom) Messi, Suárez (90+1 El Haddadi), Dembélé (76' Vidal)                                        | 60' Piqué                                                                        |
| 25 augustus 2018 22:15 Estadio Nuevo José Zorrilla Valladolid      | | 0–1                                     | 57' Dembélé                                           | Ter Stegen Roberto, Piqué, Umtiti, Alba Rakitić, Busquets, Coutinho (84' Malcom) Messi, Suárez (90+1 El Haddadi), Dembélé (76' Vidal)                                        | 60' Piqué                                                                        |
| 2 september 2018 18:30 Camp Nou Barcelona                          | FC Barcelona                                                                                               | 8–2                                     | SD Huesca                                             | Ter Stegen Roberto, Piqué, Umtiti (65' Lenglet), Alba Rakitić (71' Vidal), Busquets (76' Arthur), Coutinho Messi, L. Suárez, Dembélé                                         |                                                                                  |
| 2 september 2018 18:30 Camp Nou Barcelona                          | 16' Messi 24' Pulido (own) 39' L. Suárez 48' Dembélé 52' Rakitić 61' Messi 81' Alba 90+3' L. Suárez (pen.) | 0–1 1–1 2–1 3–1 3–2 4–2 5–2 6–2 7–2 8–2 | 3' Hernández 42' Falguera                             | Ter Stegen Roberto, Piqué, Umtiti (65' Lenglet), Alba Rakitić (71' Vidal), Busquets (76' Arthur), Coutinho Messi, L. Suárez, Dembélé                                         |                                                                                  |
| 15 september 2018 16:15 Estadio Anoeta San Sebastian               | Real Sociedad                                                                                              | 1–2                                     | FC Barcelona                                          | Ter Stegen Semedo (46' Coutinho), Piqué, Umtiti, Alba Roberto, Rakitić (77' Paulinho), Rafinha (57' Busquets) Messi, L. Suárez, Dembélé (77' Vidal)                          | 87' Umtiti                                                                       |
| 15 september 2018 16:15 Estadio Anoeta San Sebastian               | 12' Elustondo                                                                                              | 1–0 1–1 1–2                             | 63' L. Suárez 66' Dembélé                             | Ter Stegen Semedo (46' Coutinho), Piqué, Umtiti, Alba Roberto, Rakitić (77' Paulinho), Rafinha (57' Busquets) Messi, L. Suárez, Dembélé (77' Vidal)                          | 87' Umtiti                                                                       |
| 23 september 2018 20:45 Camp Nou Barcelona                         | FC Barcelona                                                                                               | 2–2                                     | Girona FC                                             | Ter Stegen Semedo, Piqué, Lenglet, Alba Vidal (58' Rakitić), Busquets, Arthur (58' Coutinho) Messi (75' Vidal), L. Suárez, Dembélé (46' Umtiti)                              | 12' Semedo 15' Arthur 35' Lenglet 81' Piqué                                      |
| 23 september 2018 20:45 Camp Nou Barcelona                         | 19' Messi 63' Piqué                                                                                        | 1–0 1–1 1–2 2–2                         | 45' Stuani 51' Stuani                                 | Ter Stegen Semedo, Piqué, Lenglet, Alba Vidal (58' Rakitić), Busquets, Arthur (58' Coutinho) Messi (75' Vidal), L. Suárez, Dembélé (46' Umtiti)                              | 12' Semedo 15' Arthur 35' Lenglet 81' Piqué                                      |
| 26 september 2018 20:00 Estadio Municipal de Butarque Leganés      | CD Leganés                                                                                                 | 2–1                                     | FC Barcelona                                          | Ter Stegen Roberto, Piqué, Umtiti, Vermaelen (70' Alba) Rakitić, Busquets, Coutinho Messi, El Haddadi (61' L. Suárez), Dembélé (71' Malcom)                                  | 60' Umtiti 64' Vermaelen                                                         |
| 26 september 2018 20:00 Estadio Municipal de Butarque Leganés      | 52' El Zhar 53' Arnáiz                                                                                     | 0–1 1–1 2–1                             | 12' Coutinho                                          | Ter Stegen Roberto, Piqué, Umtiti, Vermaelen (70' Alba) Rakitić, Busquets, Coutinho Messi, El Haddadi (61' L. Suárez), Dembélé (71' Malcom)                                  | 60' Umtiti 64' Vermaelen                                                         |
| 29 september 2018 16:15 Camp Nou Barcelona                         | FC Barcelona                                                                                               | 1–1                                     | Athletic Bilbao                                       | Ter Stegen Semedo, Piqué, Lenglet, Alba Vidal (55' Messi), Roberto (51' Busquets), Rakitić Dembélé (80' El Haddadi), L. Suárez, Coutinho                                     | 78' Rakitić                                                                      |
| 29 september 2018 16:15 Camp Nou Barcelona                         | 84' El Haddadi                                                                                             | 0–1 1–1                                 | 41' de Marcos                                         | Ter Stegen Semedo, Piqué, Lenglet, Alba Vidal (55' Messi), Roberto (51' Busquets), Rakitić Dembélé (80' El Haddadi), L. Suárez, Coutinho                                     | 78' Rakitić                                                                      |
| 7 oktober 2018 20:45 Estadio Mestalla Valencia                     | Valencia                                                                                                   | 1–1                                     | FC Barcelona                                          | Ter Stegen Semedo, Piqué, Vermaelen, Alba Rakitić, Busquets, Arthur (88' Rafinha) Messi, L. Suárez, Coutinho (84' Dembélé)                                                   | 41' L. Suárez 58' Coutinho                                                       |
| 7 oktober 2018 20:45 Estadio Mestalla Valencia                     | 2' Garay                                                                                                   | 1–0 1–1                                 | 23' Messi                                             | Ter Stegen Semedo, Piqué, Vermaelen, Alba Rakitić, Busquets, Arthur (88' Rafinha) Messi, L. Suárez, Coutinho (84' Dembélé)                                                   | 41' L. Suárez 58' Coutinho                                                       |
| 20 oktober 2018 20:45 Camp Nou Barcelona                           | FC Barcelona                                                                                               | 4–2                                     | Sevilla                                               | Ter Stegen Semedo, Piqué, Lenglet, Alba Rakitić, Busquets, Arthur (66' Roberto) Messi (26' Dembélé), L. Suárez (81' El Haddadi), Coutinho                                    |                                                                                  |
| 20 oktober 2018 20:45 Camp Nou Barcelona                           | 2' Coutinho 12' Messi 63' L. Suárez (pen.) 88' Rakitić                                                     | 1–0 2–0 3–0 3–1 4–1 4–2                 | 79' Lenglet (own) 90+1' Muriel                        | Ter Stegen Semedo, Piqué, Lenglet, Alba Rakitić, Busquets, Arthur (66' Roberto) Messi (26' Dembélé), L. Suárez (81' El Haddadi), Coutinho                                    |                                                                                  |
| 28 oktober 2018 16:15 Camp Nou Barcelona                           | FC Barcelona                                                                                               | 5–1                                     | Real Madrid                                           | Ter Stegen Roberto, Piqué, Lenglet, Alba Rakitić, Busquets (83' Semedo), Arthur Rafinha, L. Suárez, Coutinho                                                                 | 38' Rakitić 77' L. Suárez                                                        |
| 28 oktober 2018 16:15 Camp Nou Barcelona                           | 11' Coutinho 30' L. Suárez (pen.) 75' L. Suárez 83' L. Suárez 87' Vidal                                    | 1–0 2–0 2–1 3–1 4–1 5–1                 | 50' Marcelo                                           | Ter Stegen Roberto, Piqué, Lenglet, Alba Rakitić, Busquets (83' Semedo), Arthur Rafinha, L. Suárez, Coutinho                                                                 | 38' Rakitić 77' L. Suárez                                                        |
| 3 november 2018 20:45 Campo de Fútbol de Vallecas Madrid           | Rayo Vallecano                                                                                             | 2–3                                     | FC Barcelona                                          | Ter Stegen Roberto, Piqué, Lenglet, Alba Rakitić (67' Vidal), Busquets, Arthur Rafinha (52' Dembélé), L. Suárez, Coutinho (67' El Haddadi)                                   | 17' Lenglet 70' Alba                                                             |
| 3 november 2018 20:45 Campo de Fútbol de Vallecas Madrid           | 35' Pozo 57' Rivera                                                                                        | 0–1 1–1 2–1 2–2 2–3                     | 10' L. Suárez 87' Dembélé 90' L. Suárez               | Ter Stegen Roberto, Piqué, Lenglet, Alba Rakitić (67' Vidal), Busquets, Arthur Rafinha (52' Dembélé), L. Suárez, Coutinho (67' El Haddadi)                                   | 17' Lenglet 70' Alba                                                             |
| 11 november 2018 16:15 Camp Nou Barcelona                          | FC Barcelona                                                                                               | 3–4                                     | Real Betis                                            | Ter Stegen Roberto, Piqué, Lenglet, Alba Rakitić, Busquets, Arthur Messi, L. Suárez, Malcom                                                                                  | 44' Rakitić 59' Busquets 81' Rakitic                                             |
| 11 november 2018 16:15 Camp Nou Barcelona                          | 68' Messi (pen.) 79' Vidal 90+2 Messi                                                                      | 0–1 0–2 1–2 1–3 2–3 2–4 3–4             | 20' Firpo 34' Sánchez 71' Lo Celso 83' Canales        | Ter Stegen Roberto, Piqué, Lenglet, Alba Rakitić, Busquets, Arthur Messi, L. Suárez, Malcom                                                                                  | 44' Rakitić 59' Busquets 81' Rakitic                                             |
| 24 november 2018 20:45 Estadio Wanda Metropolitano Madrid          | Atlético Madrid                                                                                            | 1–1                                     | FC Barcelona                                          | Ter Stegen Semedo, Piqué, Umtiti, Alba Roberto (46' Rafinha), Busquets, Arthur (80' Dembélé), Vidal (85' Malcom) Messi, L. Suárez                                            | 29' Busquets 71' Umtiti                                                          |
| 24 november 2018 20:45 Estadio Wanda Metropolitano Madrid          | 77' Costa                                                                                                  | 1–0 1–1                                 | 90' Dembélé                                           | Ter Stegen Semedo, Piqué, Umtiti, Alba Roberto (46' Rafinha), Busquets, Arthur (80' Dembélé), Vidal (85' Malcom) Messi, L. Suárez                                            | 29' Busquets 71' Umtiti                                                          |
| 2 december 2018 18:30 Camp Nou Barcelona                           | FC Barcelona                                                                                               | 2–0                                     | Villareal CF                                          | Ter Stegen Semedo, Piqué, Lenglet, Alba Busquets Dembélé, Rakitić, Vidal (70' Aleñá), Coutinho (80' Malcom) Messi                                                            | 18' Lenglet 69' Alba                                                             |
| 2 december 2018 18:30 Camp Nou Barcelona                           | 35' Piqué 87' Aleñá                                                                                        | 1–0 2–0                                 |                                                       | Ter Stegen Semedo, Piqué, Lenglet, Alba Busquets Dembélé, Rakitić, Vidal (70' Aleñá), Coutinho (80' Malcom) Messi                                                            | 18' Lenglet 69' Alba                                                             |
| 8 december 2018 20:45 Estadio de la Cerámica Cornellà de Llobregat | RCD Espanyol                                                                                               | 0–4                                     | FC Barcelona                                          | Ter Stegen Semedo, Piqué, Lenglet, Alba Rakitić (82' D. Suárez), Busquets, Vidal Messi, L. Suárez (69' El Haddadi), Dembélé (68' Coutinho)                                   |                                                                                  |
| 8 december 2018 20:45 Estadio de la Cerámica Cornellà de Llobregat | | 0–1 0–2 0–3 0–4                         | 17' Messi 26' Dembélé 45' L. Suárez 65' Messi         | Ter Stegen Semedo, Piqué, Lenglet, Alba Rakitić (82' D. Suárez), Busquets, Vidal Messi, L. Suárez (69' El Haddadi), Dembélé (68' Coutinho)                                   |                                                                                  |
| 16 december 2018 20:45 Estadi Ciutat de València Valencia          | Levante UD                                                                                                 | 0–5                                     | FC Barcelona                                          | Ter Stegen Piqué, Lenglet, Vermaelen (62' Arthur) Dembélé (81' D. Suárez), Rakitić, Busquets, Vidal (78' Coutinho), Alba L. Suárez, Messi                                    | 18' Dembélé 36' Rakitić 45' Alba                                                 |
| 16 december 2018 20:45 Estadi Ciutat de València Valencia          | | 0–1 0–2 0–3 0–4 0–5                     | 35' L. Suárez 43' Messi 47' Messi 60' Messi 88' Piqué | Ter Stegen Piqué, Lenglet, Vermaelen (62' Arthur) Dembélé (81' D. Suárez), Rakitić, Busquets, Vidal (78' Coutinho), Alba L. Suárez, Messi                                    | 18' Dembélé 36' Rakitić 45' Alba                                                 |
| 22 december 2018 18:30 Camp Nou Barcelona                          | FC Barcelona                                                                                               | 2–0                                     | Celta de Vigo                                         | Ter Stegen Semedo, Piqué, Lenglet, Alba Vidal (62' Arthur), Busquets (86' Aleñá), Rakitić Messi, L. Suárez, Dembélé (68' Coutinho)                                           |                                                                                  |
| 22 december 2018 18:30 Camp Nou Barcelona                          | 10' Dembélé 45' Messi                                                                                      | 1–0 2–0                                 |                                                       | Ter Stegen Semedo, Piqué, Lenglet, Alba Vidal (62' Arthur), Busquets (86' Aleñá), Rakitić Messi, L. Suárez, Dembélé (68' Coutinho)                                           |                                                                                  |
| 6 januari 2019 20:45 Coliseum Alfonso Pérez Getafe                 | Getafe CF                                                                                                  | 1–2                                     | FC Barcelona                                          | Ter Stegen Roberto, Piqué, Lenglet, Alba Arthur (88' Aleñá), Rakitić, Vidal (70' Busquets) Messi, L. Suárez, Dembélé (84' Coutinho)                                          | 12' Arthur 15' Alba 65' Vidal                                                    |
| 6 januari 2019 20:45 Coliseum Alfonso Pérez Getafe                 | 43' Mata                                                                                                   | 0–1 0–2 1–2                             | 20' Messi 39' L. Suárez                               | Ter Stegen Roberto, Piqué, Lenglet, Alba Arthur (88' Aleñá), Rakitić, Vidal (70' Busquets) Messi, L. Suárez, Dembélé (84' Coutinho)                                          | 12' Arthur 15' Alba 65' Vidal                                                    |
| 13 januari 2019 18:30 Camp Nou Barcelona                           | FC Barcelona                                                                                               | 3–0                                     | SD Eibar                                              | Ter Stegen Roberto (83' Semedo), Piqué, Lenglet, Alba Rakitić, Busquets (66' Vidal), Arthur (72' Dembélé) Messi, L. Suárez, Coutinho                                         | 44' L. Suárez 70' Piqué                                                          |
| 13 januari 2019 18:30 Camp Nou Barcelona                           | 19' L. Suárez 53' Messi 59' L. Suárez                                                                      | 1–0 2–0 3–0                             |                                                       | Ter Stegen Roberto (83' Semedo), Piqué, Lenglet, Alba Rakitić, Busquets (66' Vidal), Arthur (72' Dembélé) Messi, L. Suárez, Coutinho                                         | 44' L. Suárez 70' Piqué                                                          |
| Terugronde                                                         | |                                         |                                                       | |                                                                                  |
| 20 januari 2019 20:45 Camp Nou Barcelona                           | FC Barcelona                                                                                               | 3–1                                     | CD Leganés                                            | Ter Stegen Roberto, Piqué, Vermaelen, Alba Aleñá (64' Messi), Busquets, Arthur (64' Rakitić) Dembélé (69' Malcom), L. Suárez, Coutinho                                       | 12' Busquets 54' Aleñá 60' Roberto                                               |
| 20 januari 2019 20:45 Camp Nou Barcelona                           | 32' Dembélé 71' L. Suárez 90+2' Messi                                                                      | 1–0 1–1 2–1 3–1                         | 57' Braithwaite                                       | Ter Stegen Roberto, Piqué, Vermaelen, Alba Aleñá (64' Messi), Busquets, Arthur (64' Rakitić) Dembélé (69' Malcom), L. Suárez, Coutinho                                       | 12' Busquets 54' Aleñá 60' Roberto                                               |
| 27 januari 2019 16:15 Estadi Montilivi Gerona                      | Girona FC                                                                                                  | 0–2                                     | FC Barcelona                                          | Ter Stegen Semedo, Piqué, Lenglet (77' Vermaelen), Alba Vidal (58' Arthur), Busquets (82' Roberto), Rakitić Messi, L. Suárez, Coutinho                                       | 31' Lenglet 37' Vidal 43' Busquets                                               |
| 27 januari 2019 16:15 Estadi Montilivi Gerona                      | | 0–1 0–2                                 | 9' Semedo 68' Messi                                   | Ter Stegen Semedo, Piqué, Lenglet (77' Vermaelen), Alba Vidal (58' Arthur), Busquets (82' Roberto), Rakitić Messi, L. Suárez, Coutinho                                       | 31' Lenglet 37' Vidal 43' Busquets                                               |
| 2 februari 2019 18:30 Camp Nou Barcelona                           | FC Barcelona                                                                                               | 2–2                                     | Valencia CF                                           | Ter Stegen Semedo (46' Alba), Piqué, Vermaelen, Roberto Aleñá (66' Arthur), Rakitić, Vidal Messi, L. Suárez, Coutinho (84' Malcom)                                           | 31' Roberto 45+2' Rakitić 90+1' Alba                                             |
| 2 februari 2019 18:30 Camp Nou Barcelona                           | 39' Messi 64' Messi (pen.)                                                                                 | 0–1 0–2 1–2 2–2                         | 24' Gameiro 32' Parejo (pen.)                         | Ter Stegen Semedo (46' Alba), Piqué, Vermaelen, Roberto Aleñá (66' Arthur), Rakitić, Vidal Messi, L. Suárez, Coutinho (84' Malcom)                                           | 31' Roberto 45+2' Rakitić 90+1' Alba                                             |
| 10 februari 2019 20:45 San Mamés Bilbao                            | Athletic Bilbao                                                                                            | 0–0                                     | FC Barcelona                                          | Ter Stegen Roberto, Piqué, Lenglet (88' Vermaelen), Semedo Rakitić, Busquets, Vidal (63' Aleñá) Messi, L. Suárez, Coutinho (75' Dembélé)                                     | 72' Lenglet 78' Busquets                                                         |
| 10 februari 2019 20:45 San Mamés Bilbao                            | |                                         |                                                       | Ter Stegen Roberto, Piqué, Lenglet (88' Vermaelen), Semedo Rakitić, Busquets, Vidal (63' Aleñá) Messi, L. Suárez, Coutinho (75' Dembélé)                                     | 72' Lenglet 78' Busquets                                                         |
| 16 februari 2019 20:45 Camp Nou Barcelona                          | FC Barcelona                                                                                               | 1–0                                     | Real Valladolid                                       | Ter Stegen Roberto, Piqué, Vermaelen Alba Vidal, Busquets, Aleñá (76' Rakitić) Messi, Boateng (60' L. Suárez), Dembélé (70' Coutinho)                                        | 67' Messi                                                                        |
| 16 februari 2019 20:45 Camp Nou Barcelona                          | 43' Messi (pen.)                                                                                           | 1–0                                     |                                                       | Ter Stegen Roberto, Piqué, Vermaelen Alba Vidal, Busquets, Aleñá (76' Rakitić) Messi, Boateng (60' L. Suárez), Dembélé (70' Coutinho)                                        | 67' Messi                                                                        |
| 23 februari 2019 16:15 Estadio Ramón Sánchez Pizjuán Sevilla       | Sevilla FC                                                                                                 | 2–4                                     | FC Barcelona                                          | Ter Stegen Semedo (46' Roberto), Piqué, Umtiti, Alba Vidal (46' Dembélé), Busquets, Rakitić Messi, L. Suárez, Coutinho (79' Aleñá)                                           | 38' Piqué                                                                        |
| 23 februari 2019 16:15 Estadio Ramón Sánchez Pizjuán Sevilla       | 22' Navas 42' Mercado                                                                                      | 1–0 1–1 2–1 2–2 2–3 2–4                 | 26' Messi 67' Messi 85' Messi 90+3' L. Suárez         | Ter Stegen Semedo (46' Roberto), Piqué, Umtiti, Alba Vidal (46' Dembélé), Busquets, Rakitić Messi, L. Suárez, Coutinho (79' Aleñá)                                           | 38' Piqué                                                                        |
| 2 maart 2019 20:45 Estadio Santiago Bernabéu Madrid                | Real Madrid CF                                                                                             | 0–1                                     | FC Barcelona                                          | Ter Stegen Roberto, Piqué, Lenglet, Alba Rakitić, Busquets (90+2' Semedo), Arthur (71' Vidal) Messi, L. Suárez, Dembélé (78' Coutinho)                                       | 2' Busquets 63' Lenglet                                                          |
| 2 maart 2019 20:45 Estadio Santiago Bernabéu Madrid                | | 0–1                                     | 26' Rakitić                                           | Ter Stegen Roberto, Piqué, Lenglet, Alba Rakitić, Busquets (90+2' Semedo), Arthur (71' Vidal) Messi, L. Suárez, Dembélé (78' Coutinho)                                       | 2' Busquets 63' Lenglet                                                          |
| 9 maart 2019 18:30 Camp Nou Barcelona                              | FC Barcelona                                                                                               | 3–1                                     | Rayo Vallecano                                        | Ter Stegen Semedo, Piqué, Umtiti, Alba Vidal, Busquets (85' Malcom), Arthur (46' Dembélé) Messi, L. Suárez, Coutinho (80' Rakitić)                                           | 79' Busquets                                                                     |
| 9 maart 2019 18:30 Camp Nou Barcelona                              | 38' Piqué 51' Messi (pen.) 82' L. Suárez                                                                   | 0–1 1–1 2–1 3–1                         | 24' de Tomás                                          | Ter Stegen Semedo, Piqué, Umtiti, Alba Vidal, Busquets (85' Malcom), Arthur (46' Dembélé) Messi, L. Suárez, Coutinho (80' Rakitić)                                           | 79' Busquets                                                                     |
| 17 maart 2019 20:45 Estadio Benito Villamarín Sevilla              | Real Betis                                                                                                 | 1–4                                     | FC Barcelona                                          | Ter Stegen Roberto, Piqué, Lenglet, Alba Rakitić (88' Aleñá), Busquets, Arthur (64' Semedo), Vidal L. Suárez (90' Coutinho), Messi                                           | 52' Lenglet 67' Semedo                                                           |
| 17 maart 2019 20:45 Estadio Benito Villamarín Sevilla              | 82' Morón                                                                                                  | 0–1 0–2 0–3 1–3 1–4                     | 18' Messi 45+2' Messi 63' L. Suárez 85' Messi         | Ter Stegen Roberto, Piqué, Lenglet, Alba Rakitić (88' Aleñá), Busquets, Arthur (64' Semedo), Vidal L. Suárez (90' Coutinho), Messi                                           | 52' Lenglet 67' Semedo                                                           |
| 30 maart 2019 16:15 Camp Nou Barcelona                             | FC Barcelona                                                                                               | 2–0                                     | RCD Espanyol                                          | Ter Stegen Semedo (59' Roberto), Piqué, Lenglet, Alba Rakitić, Busquets, Arthur (59' Malcom) Messi, L. Suárez, Coutinho (82' Vidal)                                          |                                                                                  |
| 30 maart 2019 16:15 Camp Nou Barcelona                             | 71' Messi 89' Messi                                                                                        | 1–0 2–0                                 |                                                       | Ter Stegen Semedo (59' Roberto), Piqué, Lenglet, Alba Rakitić, Busquets, Arthur (59' Malcom) Messi, L. Suárez, Coutinho (82' Vidal)                                          |                                                                                  |
| 2 april 2019 21:30 Estadio de la Cerámica Villareal                | Villareal CF                                                                                               | 4–4                                     | FC Barcelona                                          | Ter Stegen Roberto, Umtiti, Lenglet, Alba Vidal, Busquets (73' Rakitić), Arthur (73' Aleñá) Malcom, L. Suárez, Coutinho (61' Messi)                                          | 39' Busquets 42' Lenglet 77' Vidal 83' Aleñá 84' Messi 85' Roberto 90' L. Suárez |
| 2 april 2019 21:30 Estadio de la Cerámica Villareal                | 23' Chukwueze 50' Ekambi 62' Iborra 80' Bacca                                                              | 0–1 0–2 1–2 2–2 3–2 4–2 4–3 4–4         | 12' Coutinho 16' Malcom 90' Messi 90+3' L. Suárez     | Ter Stegen Roberto, Umtiti, Lenglet, Alba Vidal, Busquets (73' Rakitić), Arthur (73' Aleñá) Malcom, L. Suárez, Coutinho (61' Messi)                                          | 39' Busquets 42' Lenglet 77' Vidal 83' Aleñá 84' Messi 85' Roberto 90' L. Suárez |
| 6 april 2019 20:45 Camp Nou Barcelona                              | FC Barcelona                                                                                               | 2–0                                     | Atlético Madrid                                       | Ter Stegen Roberto (84' Semedo), Piqué, Lenglet, Alba Rakitić, Busquets, Arthur (63' Malcom) Messi, L. Suárez, Coutinho (80' Aleñá)                                          | 74' Piqué 78' Lenglet 86' L. Suárez                                              |
| 6 april 2019 20:45 Camp Nou Barcelona                              | 85' L. Suárez 86' Messi                                                                                    | 1–0 2–0                                 |                                                       | Ter Stegen Roberto (84' Semedo), Piqué, Lenglet, Alba Rakitić, Busquets, Arthur (63' Malcom) Messi, L. Suárez, Coutinho (80' Aleñá)                                          | 74' Piqué 78' Lenglet 86' L. Suárez                                              |
| 13 april 2019 16:15 Estadio El Alcoraz Huesca                      | SD Huesca                                                                                                  | 0–0                                     | FC Barcelona                                          | Ter Stegen Tobido, Murillo, Umtiti Vidal Wagué, Malcom, Aleñá (81' Arthur), Puig (67' Alba) Dembélé (67' Coutinho), Boateng                                                  | 42' Tobido 90' Wague                                                             |
| 13 april 2019 16:15 Estadio El Alcoraz Huesca                      | |                                         |                                                       | Ter Stegen Tobido, Murillo, Umtiti Vidal Wagué, Malcom, Aleñá (81' Arthur), Puig (67' Alba) Dembélé (67' Coutinho), Boateng                                                  | 42' Tobido 90' Wague                                                             |
| 20 april 2019 21:00 Camp Nou Barcelona                             | FC Barcelona                                                                                               | 2–1                                     | Real Sociedad                                         | Ter Stegen Semedo, Piqué, Lenglet, Alba Vidal (90' Roberto), Rakitić, Arthur (56' Busquets) Messi, L. Suárez, Dembélé (72' Coutinho)                                         |                                                                                  |
| 20 april 2019 21:00 Camp Nou Barcelona                             | 45' Lenglet 64' Alba                                                                                       | 1–0 1–1 2–1                             | 62' Juanmi                                            | Ter Stegen Semedo, Piqué, Lenglet, Alba Vidal (90' Roberto), Rakitić, Arthur (56' Busquets) Messi, L. Suárez, Dembélé (72' Coutinho)                                         |                                                                                  |
| 23 april 2019 21:30 Estadio Mendizorrotza Vitoria-Gasteiz          | Deportivo Alavés                                                                                           | 0–2                                     | FC Barcelona                                          | Ter Stegen Semedo (70' Alba), Piqué, Umtiti, Roberto Vidal, Busquets, Aleñá (87' Arthur) Dembélé (61' Messi), L. Suárez, Coutinho                                            | 76' Coutinho                                                                     |
| 23 april 2019 21:30 Estadio Mendizorrotza Vitoria-Gasteiz          | | 0–1 0–2                                 | 54' Aleñá 60' L. Suárez (pen.)                        | Ter Stegen Semedo (70' Alba), Piqué, Umtiti, Roberto Vidal, Busquets, Aleñá (87' Arthur) Dembélé (61' Messi), L. Suárez, Coutinho                                            | 76' Coutinho                                                                     |
| 27 april 2019 20:45 Camp Nou Barcelona                             | FC Barcelona                                                                                               | 1–0                                     | Levante UD                                            | Ter Stegen Semedo, Piqué, Lenglet, Alba Vidal, Rakitić, Arthur (73' Busquets) Dembélé (84' Roberto), L. Suárez, Coutinho (46' Messi)                                         | 14' Rakitić 70' Piqué 77' Semedo 90+1' Busquets                                  |
| 27 april 2019 20:45 Camp Nou Barcelona                             | 62' Messi                                                                                                  | 1–0                                     |                                                       | Ter Stegen Semedo, Piqué, Lenglet, Alba Vidal, Rakitić, Arthur (73' Busquets) Dembélé (84' Roberto), L. Suárez, Coutinho (46' Messi)                                         | 14' Rakitić 70' Piqué 77' Semedo 90+1' Busquets                                  |
| 4 mei 2019 20:45 Estadio Balaídos Vigo                             | Celta de Vigo                                                                                              | 2 – 0                                   | FC Barcelona                                          | Cillessen Wagué, Tobido (68' Murillo), Umtiti, Vermaelen Puig, Arthur (62' Vidal), Aleñá Dembélé (6' Collado), Boateng, Malcom                                               | 14' Vermaelen 29' Umtiti 55' Tobido 72' Boateng 79' Vidal                        |
| 4 mei 2019 20:45 Estadio Balaídos Vigo                             | 67' Gómez 88' Aspas (pen.)                                                                                 | 1–0 2–0                                 |                                                       | Cillessen Wagué, Tobido (68' Murillo), Umtiti, Vermaelen Puig, Arthur (62' Vidal), Aleñá Dembélé (6' Collado), Boateng, Malcom                                               | 14' Vermaelen 29' Umtiti 55' Tobido 72' Boateng 79' Vidal                        |
| 12 mei 2019 18:30 Camp Nou Barcelona                               | FC Barcelona                                                                                               | 2 – 0                                   | Getafe CF                                             | Cillessen Roberto, Piqué, Umtiti, Alba Vidal, Busquets, Rakitić (62' Aleñá) Malcom (78' Semedo), Messi, Coutinho (69' Ruiz)                                                  | 76' Vidal                                                                        |
| 12 mei 2019 18:30 Camp Nou Barcelona                               | 39' Vidal 89' Arambarri (own)                                                                              | 1–0 2–0                                 |                                                       | Cillessen Roberto, Piqué, Umtiti, Alba Vidal, Busquets, Rakitić (62' Aleñá) Malcom (78' Semedo), Messi, Coutinho (69' Ruiz)                                                  | 76' Vidal                                                                        |
| 19 mei 2019 16:15 Estadio Municipal de Ipurua Eibar                | SD Eibar                                                                                                   | 2 – 2                                   | FC Barcelona                                          | Cillessen Semedo (46' Wague), Piqué, Lenglet, Alba Vidal, Busquets (65' Aleñá), Rakitić Roberto, Messi, Malcom (73' Pérez)                                                   | 42' Semedo 83' Alba                                                              |
| 19 mei 2019 16:15 Estadio Municipal de Ipurua Eibar                | 20' Cucurella 45' De Blasis                                                                                | 1–0 1–1 1–2 2–2                         | 31' Messi 32' Messi                                   | Cillessen Semedo (46' Wague), Piqué, Lenglet, Alba Vidal, Busquets (65' Aleñá), Rakitić Roberto, Messi, Malcom (73' Pérez)                                                   | 42' Semedo 83' Alba                                                              |

### Overzicht
| Speeldag  | 1 | 2 | 3 | 4  | 5  | 6  | 7  | 8  | 9  | 10 | 11 | 12 | 13 | 14 | 15 | 16 | 17 | 18 | 19 | 20 | 21 | 22 | 23 | 24 | 25 | 26 | 27 | 28 | 29 | 30 | 31 | 32 | 33 | 34 | 35 | 36 | 37 | 38 |
| --------- | - | - | - | -- | -- | -- | -- | -- | -- | -- | -- | -- | -- | -- | -- | -- | -- | -- | -- | -- | -- | -- | -- | -- | -- | -- | -- | -- | -- | -- | -- | -- | -- | -- | -- | -- | -- | -- |
| Resultaat | w | w | w | w  | g  | v  | g  | g  | w  | w  | w  | v  | g  | w  | w  | w  | w  | w  | w  | w  | w  | g  | g  | w  | w  | w  | w  | w  | w  | g  | w  | g  | w  | w  | w  | v  | w  | g  |
| Punten    | 3 | 6 | 9 | 12 | 13 | 13 | 14 | 15 | 18 | 21 | 24 | 24 | 25 | 28 | 31 | 34 | 37 | 40 | 43 | 46 | 49 | 50 | 51 | 54 | 57 | 60 | 63 | 66 | 69 | 70 | 73 | 74 | 77 | 80 | 83 | 83 | 86 | 87 |
| Positie   | 2 | 2 | 1 | 1  | 1  | 1  | 1  | 2  | 1  | 1  | 1  | 1  | 2  | 1  | 1  | 1  | 1  | 1  | 1  | 1  | 1  | 1  | 1  | 1  | 1  | 1  | 1  | 1  | 1  | 1  | 1  | 1  | 1  | 1  | 1  | 1  | 1  | 1  |

## Copa del Rey
| Copa del Rey                                                |                                                                                    |                             |                                                     | |                                                  |
| Wedstrijddetails                                            | Thuisploeg                                                                         | Uitslag                     | Uitploeg                                            | Opstelling | Kaarten                                          |
| 1/16 finale                                                 |                                                                                    |                             |                                                     | |                                                  |
| 31 oktober 2018 21:30 Estadio Municipal Reino de León León  | Cultural Leonesa (III)                                                             | 0–1                         | FC Barcelona                                        | Cillessen Semedo, Movilla, Cuenca (31' Lenglet), González Vidal, Samper (33' Aleñá), D. Suárez Malcom (80' Arthur), Munir, Dembélé                    | 41' González                                     |
| 31 oktober 2018 21:30 Estadio Municipal Reino de León León  |                                                                                    | 0-1                         | 90+1' Lenglet                                       | Cillessen Semedo, Movilla, Cuenca (31' Lenglet), González Vidal, Samper (33' Aleñá), D. Suárez Malcom (80' Arthur), Munir, Dembélé                    | 41' González                                     |
| 5 december 2018 21:30 Camp Nou Barcelona                    | FC Barcelona                                                                       | 4–1                         | Cultural Leonesa (III)                              | Cillessen Semedo (62' Lenglet), Brandariz, Vermaelen, González Rakitić (46' S. Busquets), O. Busquets (55' Puig), Aleñá Malcom, El Haddadi, D. Suárez | 36' González                                     |
| 5 december 2018 21:30 Camp Nou Barcelona                    | 18' El Haddadi 26' D. Suárez 43' Malcom 70' D. Suárez                              | 1–0 2–0 3–0 3–1 4–1         | 54' Señé                                            | Cillessen Semedo (62' Lenglet), Brandariz, Vermaelen, González Rakitić (46' S. Busquets), O. Busquets (55' Puig), Aleñá Malcom, El Haddadi, D. Suárez | 36' González                                     |
| 1/8 finale                                                  |                                                                                    |                             |                                                     | |                                                  |
| 10 januari 2019 21:30 Estadi Ciutat de València Valencia    | Levante UD                                                                         | 2–1                         | FC Barcelona                                        | Cillessen Murillo, Busquets, Brandariz (58' Lenglet) Semedo, Aleñá, Vidal, González (46' Roberto) Malcom (67' D. Suárez), Dembélé, Coutinho           | 22' Murillo 39' Aleñá 43' Brandariz 74' Busquets |
| 10 januari 2019 21:30 Estadi Ciutat de València Valencia    | 4' Cabaco 18' Mayoral                                                              | 1–0 2–0 2–1                 | 85' Coutinho (pen.)                                 | Cillessen Murillo, Busquets, Brandariz (58' Lenglet) Semedo, Aleñá, Vidal, González (46' Roberto) Malcom (67' D. Suárez), Dembélé, Coutinho           | 22' Murillo 39' Aleñá 43' Brandariz 74' Busquets |
| 17 januari 2019 21:30 Camp Nou Barcelona                    | FC Barcelona                                                                       | 3–0                         | Levante UD                                          | Cillessen Semedo, Murillo, Lenglet, Alba (73' Roberto) Vidal, Rakitić, Arthur Dembélé (77' D. Suárez), Messi, Coutinho (63' L. Suárez)                | 43' Rakitić 45+1' Murillo                        |
| 17 januari 2019 21:30 Camp Nou Barcelona                    | 30' Dembélé 31' Dembélé 54' Messi                                                  | 1–0 2–0 3–0                 |                                                     | Cillessen Semedo, Murillo, Lenglet, Alba (73' Roberto) Vidal, Rakitić, Arthur Dembélé (77' D. Suárez), Messi, Coutinho (63' L. Suárez)                | 43' Rakitić 45+1' Murillo                        |
| Kwartfinale                                                 |                                                                                    |                             |                                                     | |                                                  |
| 23 januari 2019 21:30 Estadio Ramón Sánchez Pizjuán Sevilla | Sevilla FC                                                                         | 2–0                         | FC Barcelona                                        | Cillessen Roberto, Piqué, Lenglet, Semedo (80' Alba) Vidal, Rakitić, Arthur Malcom (63' Coutinho), Boateng (63' L. Suárez), Aleñá                     | 84' Alba                                         |
| 23 januari 2019 21:30 Estadio Ramón Sánchez Pizjuán Sevilla | 58' Sarabia 76' Ben Yedder                                                         | 1–0 2–0                     |                                                     | Cillessen Roberto, Piqué, Lenglet, Semedo (80' Alba) Vidal, Rakitić, Arthur Malcom (63' Coutinho), Boateng (63' L. Suárez), Aleñá                     | 84' Alba                                         |
| 30 januari 2019 21:30 Camp Nou Barcelona                    | FC Barcelona                                                                       | 6–1                         | Sevilla FC                                          | Cillessen Roberto, Piqué, Lenglet, Alba Rakitić (76' Vidal), Busquets, Arthur (90' Aleñá) Messi, L. Suárez, Coutinho (81' Semedo)                     | 30' L. Suárez                                    |
| 30 januari 2019 21:30 Camp Nou Barcelona                    | 13' Coutinho (pen.) 31' Rakitić 53' Coutinho 54' Roberto 89' L. Suárez 90+2' Messi | 1–0 2–0 3–0 4–0 4–1 5–1 6–1 | 67' Arana                                           | Cillessen Roberto, Piqué, Lenglet, Alba Rakitić (76' Vidal), Busquets, Arthur (90' Aleñá) Messi, L. Suárez, Coutinho (81' Semedo)                     | 30' L. Suárez                                    |
| Halve finale                                                |                                                                                    |                             |                                                     | |                                                  |
| 6 februari 2019 21:00 Camp Nou Barcelona                    | FC Barcelona                                                                       | 1–1                         | Real Madrid CF                                      | Ter Stegen Semedo, Piqué, Lenglet, Alba Rakitić (63' Vidal), Busquets, Arthur Malcom (76' Aleñá), L. Suárez, Coutinho (63' Messi)                     | 43' Semedo 56' L. Suárez 58' Alba 88' Vidal      |
| 6 februari 2019 21:00 Camp Nou Barcelona                    | 57' Malcom                                                                         | 1–0 1–1                     | 6' Vázquez                                          | Ter Stegen Semedo, Piqué, Lenglet, Alba Rakitić (63' Vidal), Busquets, Arthur Malcom (76' Aleñá), L. Suárez, Coutinho (63' Messi)                     | 43' Semedo 56' L. Suárez 58' Alba 88' Vidal      |
| 27 februari 2019 21:00 Estadio Santiago Bernabéu Madrid     | Real Madrid CF                                                                     | 0–3                         | FC Barcelona                                        | Ter Stegen Semedo, Piqué, Lenglet, Alba Roberto, Busquets (86' Arthur), Rakitić, Dembélé (75' Coutinho) Messi, L. Suárez (78' Vidal)                  | 65' Busquets 81' Semedo                          |
| 27 februari 2019 21:00 Estadio Santiago Bernabéu Madrid     |                                                                                    | 0–1 0–2 0–3                 | 50' L. Suárez 69' Varane (own) 73' L. Suárez (pen.) | Ter Stegen Semedo, Piqué, Lenglet, Alba Roberto, Busquets (86' Arthur), Rakitić, Dembélé (75' Coutinho) Messi, L. Suárez (78' Vidal)                  | 65' Busquets 81' Semedo                          |
| Finale                                                      |                                                                                    |                             |                                                     | |                                                  |
| 25 mei 2019 21:00 Estadio Benito Villamarín Sevilla         | FC Barcelona                                                                       | 1 – 2                       | Valencia CF                                         | Cillessen Semedo (46' Malcom), Piqué, Lenglet, Alba Busquets Roberto,Rakitić (76' Aleñá), Arthur (46' Vidal), Coutinho Messi                          | 61' Busquets 89' Vidal                           |
| 25 mei 2019 21:00 Estadio Benito Villamarín Sevilla         | 73' Messi                                                                          | 0–1 0–2 1–2                 | 21' Gameiro 33' Rodrigo                             | Cillessen Semedo (46' Malcom), Piqué, Lenglet, Alba Busquets Roberto,Rakitić (76' Aleñá), Arthur (46' Vidal), Coutinho Messi                          | 61' Busquets 89' Vidal                           |

## UEFA Champions League
| UEFA Champions League                               |                                                               |                         |                                             | |                                       |
| Wedstrijddetails                                    | Thuisploeg                                                    | Uitslag                 | Uitploeg                                    | Opstelling | Kaarten                               |
| Groepsfase                                          |                                                               |                         |                                             | |                                       |
| 18 september 2018 18:55 Camp Nou Barcelona          | FC Barcelona                                                  | 4–0                     | PSV                                         | Ter Stegen Semedo, Piqué, Umtiti, Alba Rakitić (85' Vidal), Busquets, Coutinho (81' Lenglet) Messi, L. Suárez, Dembélé (83' Arthur)                   | 55' Umtiti 79' Umtiti                 |
| 18 september 2018 18:55 Camp Nou Barcelona          | 31' Messi 74' Dembélé 77' Messi 87' Messi                     | 1–0 2–0 3–0 4–0         |                                             | Ter Stegen Semedo, Piqué, Umtiti, Alba Rakitić (85' Vidal), Busquets, Coutinho (81' Lenglet) Messi, L. Suárez, Dembélé (83' Arthur)                   | 55' Umtiti 79' Umtiti                 |
| 3 oktober 2018 21:00 Wembley Stadium Londen         | Tottenham Hotspur                                             | 2–4                     | FC Barcelona                                | Ter Stegen Semedo, Piqué, Lenglet, Alba Arthur (87' Vidal), Busquets (90+1 Vermaelen), Rakitić Messi, L. Suárez, Coutinho (83' Rafinha)               | 59' Arthur 71' Busquets               |
| 3 oktober 2018 21:00 Wembley Stadium Londen         | 52' Kane 66' Lamela                                           | 0–1 0–2 1–2 1–3 2–3 2–4 | 2' Coutinho 28' Rakitić 56' Messi 90' Messi | Ter Stegen Semedo, Piqué, Lenglet, Alba Arthur (87' Vidal), Busquets (90+1 Vermaelen), Rakitić Messi, L. Suárez, Coutinho (83' Rafinha)               | 59' Arthur 71' Busquets               |
| 24 oktober 2018 21:00 Camp Nou Barcelona            | FC Barcelona                                                  | 2–0                     | Inter Milan                                 | Ter Stegen Roberto, Piqué, Lenglet, Alba Rakitić, Busquets (80' Gomes), Arthur (78' Vidal) Rafinha (72' Semedo), L. Suárez, Coutinho (88' El Haddadi) | 62' L. Suárez                         |
| 24 oktober 2018 21:00 Camp Nou Barcelona            | 32' Rafinha 82' Alba                                          | 1–0 2–0                 |                                             | Ter Stegen Roberto, Piqué, Lenglet, Alba Rakitić, Busquets (80' Gomes), Arthur (78' Vidal) Rafinha (72' Semedo), L. Suárez, Coutinho (88' El Haddadi) | 62' L. Suárez                         |
| 6 november 2018 21:00 San Siro Milaan               | Inter Milan                                                   | 1–1                     | FC Barcelona                                | Ter Stegen Roberto, Piqué, Lenglet, Alba Rakitić, Busquets, Arthur (74' Vidal) Dembélé (81' Malcom), L. Suárez, Coutinho                              | 42' Rakitić                           |
| 6 november 2018 21:00 San Siro Milaan               | 87' Icardi                                                    | 0–1 1–1                 | 83' Malcom                                  | Ter Stegen Roberto, Piqué, Lenglet, Alba Rakitić, Busquets, Arthur (74' Vidal) Dembélé (81' Malcom), L. Suárez, Coutinho                              | 42' Rakitić                           |
| 28 november 2018 21:00 Philips Stadion Eindhoven    | PSV                                                           | 1–2                     | FC Barcelona                                | Ter Stegen Semedo, Piqué, Lenglet, Alba Vidal, Busquets, Rakitić Dembélé (D. Suárez), Messi, Coutinho (69' Malcom)                                    | 86' Alba 90+3' Piqué                  |
| 28 november 2018 21:00 Philips Stadion Eindhoven    | 82' de Jong                                                   | 0–1 0–2 1–2             | 61' Messi 70' Piqué                         | Ter Stegen Semedo, Piqué, Lenglet, Alba Vidal, Busquets, Rakitić Dembélé (D. Suárez), Messi, Coutinho (69' Malcom)                                    | 86' Alba 90+3' Piqué                  |
| 11 december 2018 21:00 Camp Nou Barcelona           | FC Barcelona                                                  | 1–1                     | Tottenham Hotspur                           | Cillessen Semedo, Lenglet, Vermaelen, González Aleñá, Rakitić (46' Busquets), Arthur Dembélé (76' D. Suárez), El Haddadi (63' El Haddadi), Coutinho   | 68' Semedo                            |
| 11 december 2018 21:00 Camp Nou Barcelona           | 7' Dembélé                                                    | 1–0 1–1                 | 85' Lucas Moura                             | Cillessen Semedo, Lenglet, Vermaelen, González Aleñá, Rakitić (46' Busquets), Arthur Dembélé (76' D. Suárez), El Haddadi (63' El Haddadi), Coutinho   | 68' Semedo                            |
| 1/8 finale                                          |                                                               |                         |                                             | |                                       |
| 19 februari 2019 21:00 Parc Olympique Lyonnais Lyon | Olympique Lyonnais                                            | 0–0                     | FC Barcelona                                | Ter Stegen Semedo, Piqué, Lenglet, Alba Roberto (81' Vidal), Busquets, Rakitić Messi, L. Suárez, Dembélé (67' Coutinho)                               | 80' Roberto 88' Semedo                |
| 19 februari 2019 21:00 Parc Olympique Lyonnais Lyon |                                                               |                         |                                             | Ter Stegen Semedo, Piqué, Lenglet, Alba Roberto (81' Vidal), Busquets, Rakitić Messi, L. Suárez, Dembélé (67' Coutinho)                               | 80' Roberto 88' Semedo                |
| 13 maart 2019 21:00 Camp Nou Barcelona              | FC Barcelona                                                  | 5–1                     | Olympique Lyonnais                          | Ter Stegen Roberto (83' Semedo), Piqué, Lenglet, Alba Rakitić, Busquets, Arthur (74' Vidal) Messi, L. Suárez, Coutinho (70' Dembélé)                  | 49', Lenglet                          |
| 13 maart 2019 21:00 Camp Nou Barcelona              | 17' Messi (pen.) 31' Coutinho 78' Messi 81' Piqué 86' Dembélé | 1–0 2–0 2–1 3–1 4–1 5–1 | 58' Tousart                                 | Ter Stegen Roberto (83' Semedo), Piqué, Lenglet, Alba Rakitić, Busquets, Arthur (74' Vidal) Messi, L. Suárez, Coutinho (70' Dembélé)                  | 49', Lenglet                          |
| Kwartfinale                                         |                                                               |                         |                                             | |                                       |
| 10 april 2019 21:00 Old Trafford Barcelona          | Manchester United FC                                          | 0–1                     | FC Barcelona                                | Ter Stegen Semedo, Piqué, Lenglet, Alba Rakitić, Busquets (90+3' Aleñá), Arthur (66' Roberto) Messi, L. Suárez, Coutinho (65' Vidal)                  | 17' Busquets 71' Vidal                |
| 10 april 2019 21:00 Old Trafford Barcelona          |                                                               | 0–1                     | 12' Shaw (own)                              | Ter Stegen Semedo, Piqué, Lenglet, Alba Rakitić, Busquets (90+3' Aleñá), Arthur (66' Roberto) Messi, L. Suárez, Coutinho (65' Vidal)                  | 17' Busquets 71' Vidal                |
| 16 april 2019 21:00 Camp Nou Barcelona              | FC Barcelona                                                  | 3–0                     | Manchester United FC                        | Ter Stegen Roberto (71' Semedo), Piqué, Lenglet, Alba Rakitić, Busquets, Arthur (75' Vidal) Messi, L. Suárez, Coutinho (81' Dembélé)                  | 77' L. Suárez                         |
| 16 april 2019 21:00 Camp Nou Barcelona              | 16' Messi 20' Messi 61' Coutinho                              | 1–0 2–0 3–0             |                                             | Ter Stegen Roberto (71' Semedo), Piqué, Lenglet, Alba Rakitić, Busquets, Arthur (75' Vidal) Messi, L. Suárez, Coutinho (81' Dembélé)                  | 77' L. Suárez                         |
| Halve finale                                        |                                                               |                         |                                             | |                                       |
| 1 mei 2019 21:00 Camp Nou Barcelona                 | FC Barcelona                                                  | 3 – 0                   | Liverpool FC                                | Ter Stegen Roberto (90+3' Aleñá), Piqué, Lenglet, Alba Vidal, Rakitić, Busquets, Coutinho (60' Semedo) Messi, L. Suárez (90+3' Dembélé)               | 39' Lenglet 81' L. Suárez 86' Alba    |
| 1 mei 2019 21:00 Camp Nou Barcelona                 | 26' L. Suárez 75' Messi 82' Messi                             | 1–0 2–0 3–0             |                                             | Ter Stegen Roberto (90+3' Aleñá), Piqué, Lenglet, Alba Vidal, Rakitić, Busquets, Coutinho (60' Semedo) Messi, L. Suárez (90+3' Dembélé)               | 39' Lenglet 81' L. Suárez 86' Alba    |
| 7 mei 2019 21:00 Anfield Liverpool                  | Liverpool FC                                                  | 4 – 0                   | FC Barcelona                                | Ter Stegen Roberto, Piqué, Lenglet, Alba Vidal (75' Arthur), Busquets, Rakitić (80' Malcom), Coutinho (60' Semedo) Messi, L. Suárez                   | 45+1' Busquets 53' Rakitić 75' Semedo |
| 7 mei 2019 21:00 Anfield Liverpool                  | 7' Origi 54' Wijnaldum 56' Wijnaldum 79' Origi                | 1–0 2–0 3–0 4–0         |                                             | Ter Stegen Roberto, Piqué, Lenglet, Alba Vidal (75' Arthur), Busquets, Rakitić (80' Malcom), Coutinho (60' Semedo) Messi, L. Suárez                   | 45+1' Busquets 53' Rakitić 75' Semedo |

### Klassement groepsfase
| #  | Club              | GS | W | G | V | DV | DT | DS | PTN |
| -- | ----------------- | -- | - | - | - | -- | -- | -- | --- |
| 1. | FC Barcelona      | 6  | 4 | 2 | 0 | 14 | 5  | +9 | 14  |
| 2. | Tottenham Hotspur | 6  | 2 | 2 | 2 | 9  | 10 | −1 | 8   |
| 3. | Inter Milan       | 6  | 2 | 2 | 2 | 6  | 7  | −1 | 8   |
| 4. | PSV               | 6  | 0 | 2 | 4 | 6  | 13 | −7 | 2   |

## Afbeeldingen

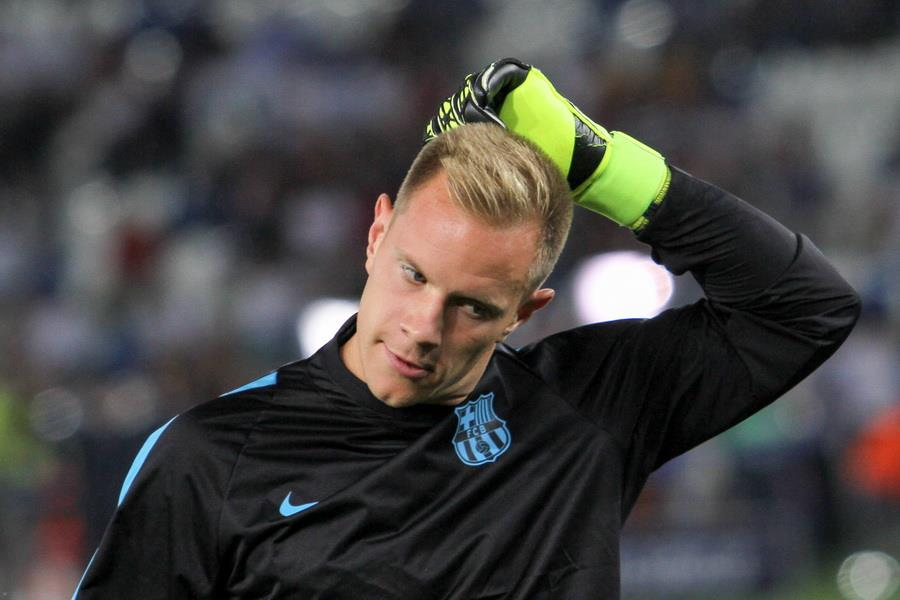
Marc-André ter Stegen (doelman)
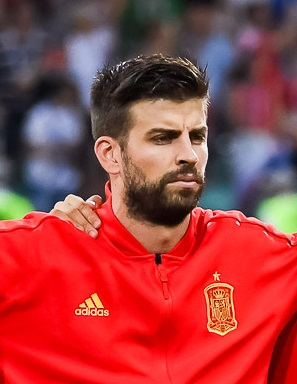
Gerard Piqué (verdediger)
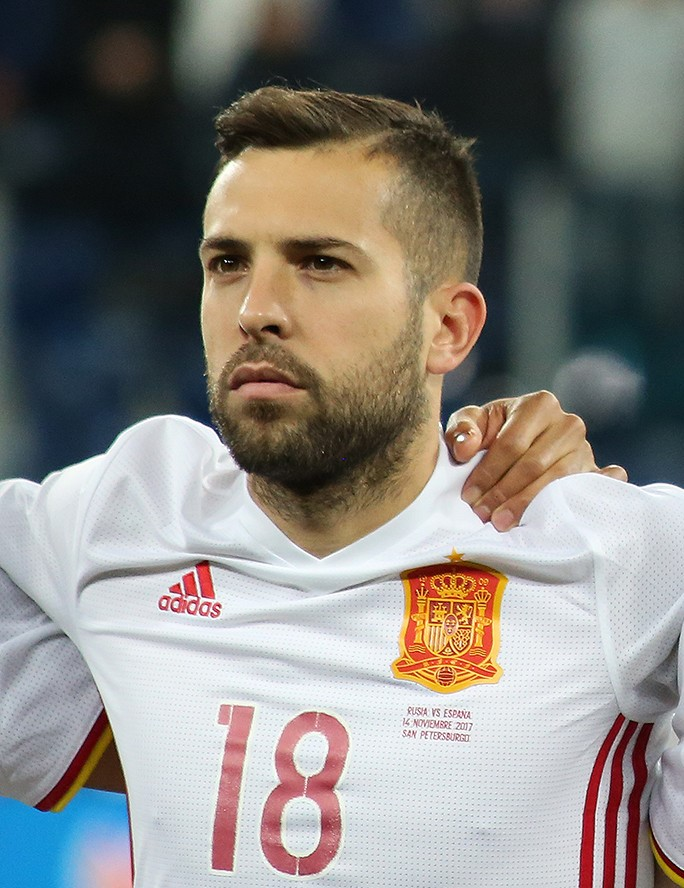
Jordi Alba (verdediger)
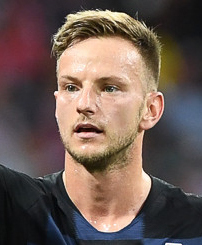
Ivan Rakitić (middenvelder)
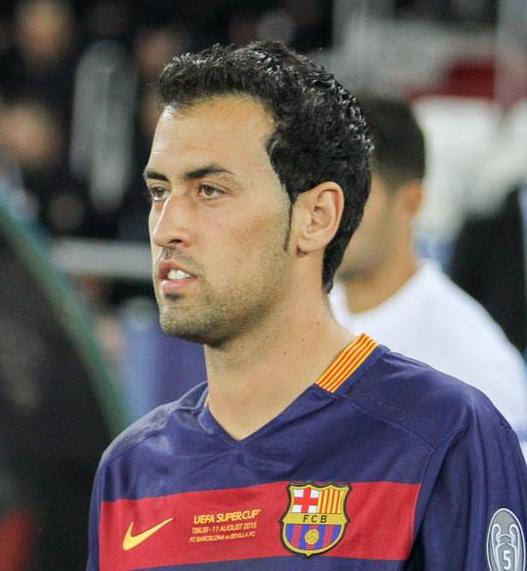
Sergio Busquets (middenvelder)
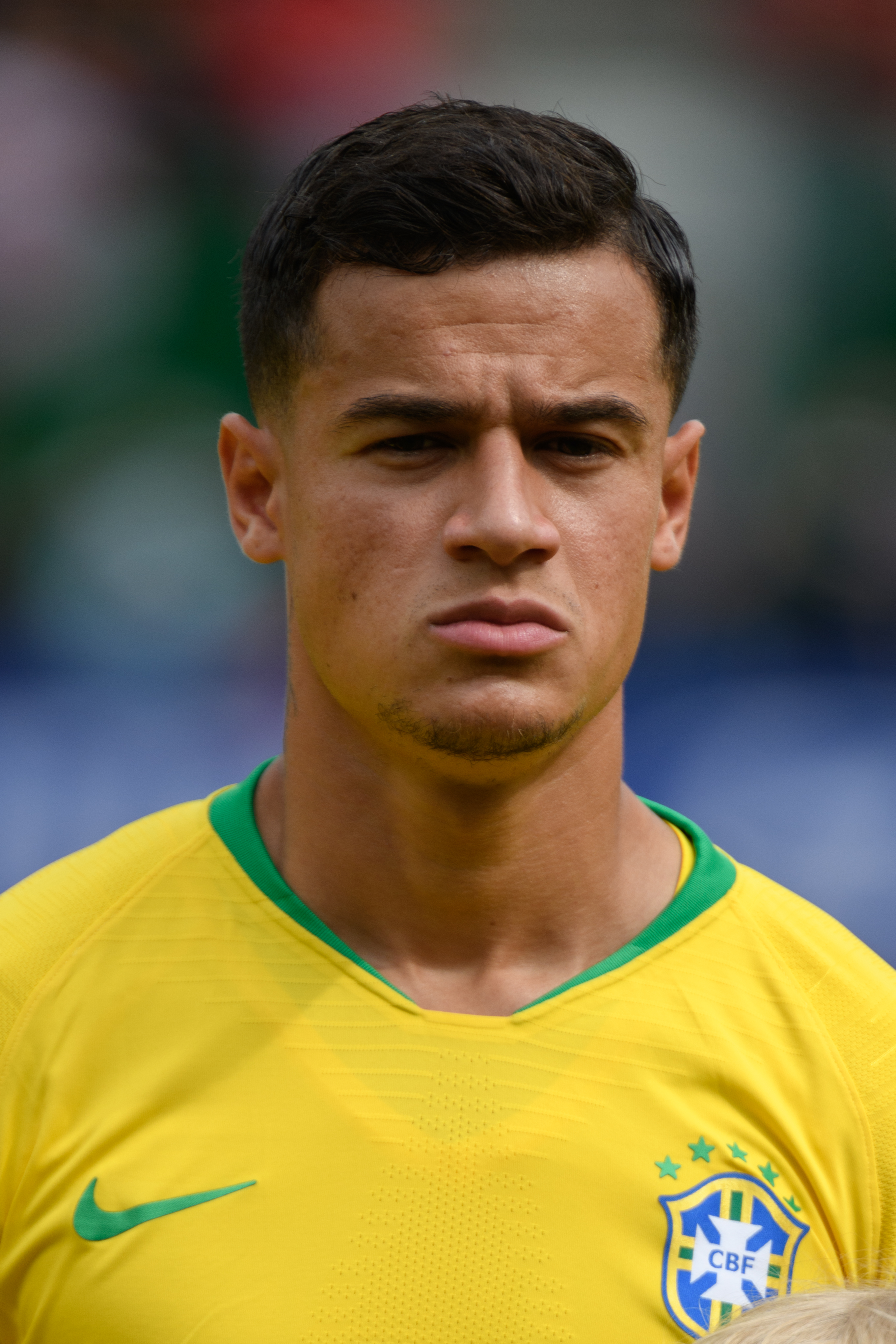
Philippe Coutinho (middenvelder)
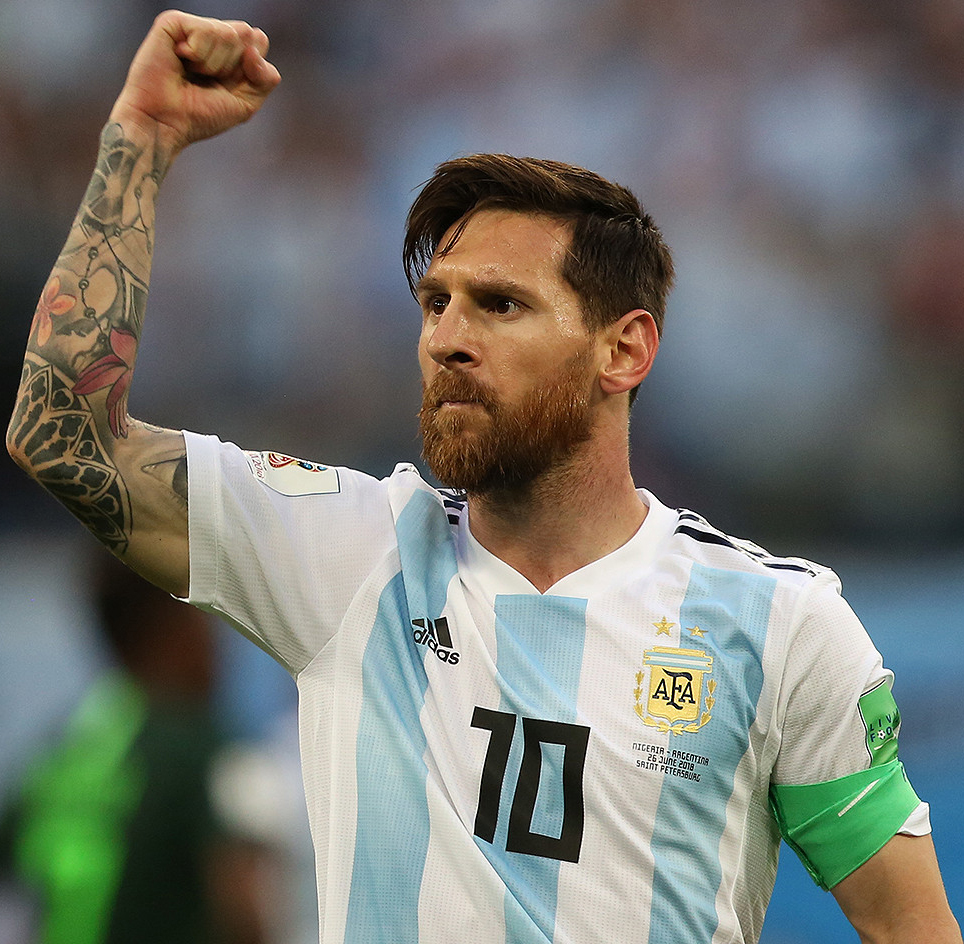
Lionel Messi (aanvaller)
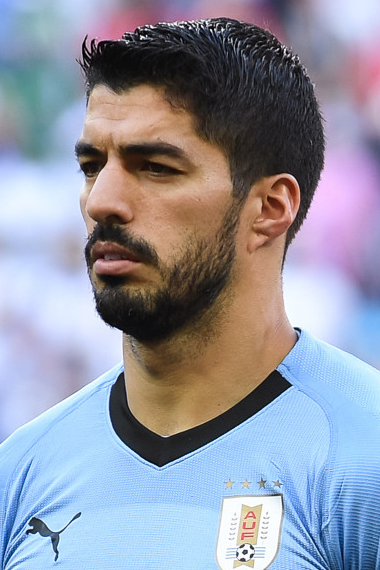
Luis Suárez (aanvaller)
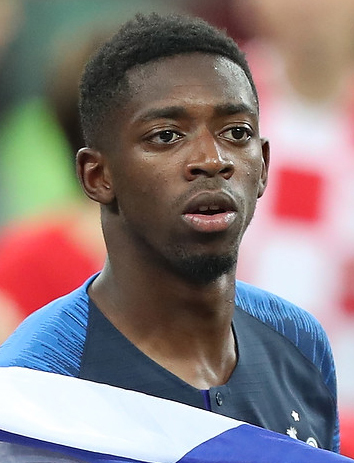
Ousmane Dembélé (aanvaller)

1985/86 · 1986/87 · 1987/88 · 1988/89 · 1989/90 · 1990/91 · 1991/92 · 1992/93 · 1993/94 · 1994/95 · 1995/96 · 1996/97 · 1997/98 · 1998/99 · 1999/00 · 2000/01 · 2001/02 · 2002/03 · 2003/04 · 2004/05 · 2005/06 · 2006/07 · 2007/08 · 2008/09 · 2009/10 · 2010/11 · 2011/12 · 2012/13 · 2013/14 · 2014/15 · 2015/16 · 2016/17 · 2017/18 · 2018/19 · 2019/20 · 2021/22 · 2022/23 · 2023/24 · 2024/25